# Мужицький Олександр Михайлович
Олександр Михайлович Мужицький (15 вересня 1912, село Кам'яна Яруга Харківської губернії, тепер Чугуївського району Харківської області — 7 травня 1982, Полтава) — український радянський і компартійний діяч, депутат Верховної Ради СРСР 7—8-го скликань, депутат Верховної Ради УРСР 5—6-го скликань. Кандидат у члени ЦК КПРС в 1966—1976 роках. Член Ревізійної Комісії КПУ в 1952—1960 роках. Кандидат у члени ЦК КПУ в 1960—1961 роках. Член ЦК КПУ в 1961—1976 роках.

## Біографія
Народився в родині робітника. Трудову діяльність розпочав у 1927 році робітником радгоспу «Пролетарське відродження» села Юнаківки Миропільського району на Сумщині.
Після закінчення у 1930 році Сумської педагогічної школи (учительських курсів) працював учителем та завідувачем початкової школи села Наталівки Миропільського району на Сумщині.
У 1931—1933 роках служив у Червоній армії. Член ВКП(б) з 1932 року.
У 1933—1938 роках — голова сільської ради; заступник секретаря Богодухівського районного комітету ЛКСМУ; інструктор Богодухівського районного комітету КП(б)У; 1-й секретар Богодухівського районного комітету ЛКСМУ Харківської області.
У 1938—1939 роках — 2-й секретар Богодухівського районного комітету КП(б)У Харківської області. У 1939—1941 роках — 1-й секретар Богодухівського районного комітету КП(б)У Харківської області.
Учасник німецько-радянської війни, з 1941 по 1942 рік служив у Червоній армії.
У 1943—1944 роках — 1-й секретар Дворічанського районного комітету КП(б)У Харківської області; 1-й секретар Богодухівського районного комітету КП(б)У Харківської області.
У серпні 1944—1945 роках — 3-й секретар Тернопільського обласного комітету КП(б)У.
У 1945—1947 роках — начальник Харківського обласного управління колгоспного і сільського будівництва; начальник Харківського обласного управління технічних культур; начальник Харківського обласного управління сільського господарства.
У 1947—1953 роках — 1-й секретар Лозівського районного комітету КП(б)У Харківської області.
У 1952 році закінчив Липковатівський сільськогосподарський технікум Харківської області, а в 1957 році — Вищу партійну школу при ЦК КПРС (заочно).
У грудні 1953 — лютому 1959 року — 1-й заступник голови виконавчого комітету Харківської обласної Ради депутатів трудящих.
13 лютого 1959 — грудень 1962 року — голова виконавчого комітету Полтавської обласної Ради депутатів трудящих.
8 грудня 1962 — 5 січня 1963 року — 1-й секретар Полтавського обласного комітету КПУ. 5 січня 1963 — 14 грудня 1964 року — 1-й секретар Полтавського сільського обласного комітету КПУ. 14 грудня 1964 — 26 січня 1973 року — 1-й секретар Полтавського обласного комітету КПУ.
З січня 1973 року — на пенсії.

## Звання
- старший політрук

## Нагороди
- два ордени Леніна
- два ордени Трудового Червоного Прапора (28.08.1944, 1962)
- орден Жовтневої Революції
- орден Червоної Зірки (23.07.1943)
- медалі